# Corps de garde marocain
Corps de garde marocain ou Corps de garde à Meknès est un tableau d'Eugène Delacroix peint en 1847. Le tableau est exposé au musée Condé à Chantilly. Il s'agit d'une réplique autographe d'un tableau conservé au Musée Von der Heydt de Wuppertal. 

## Historique
En 1832, Eugène Delacroix passe six mois au Maroc, à Alger et en Espagne, suivant l'ambassade de Charles-Edgar de Mornay auprès du sultan Abderrahmane ben Hicham du Maroc. A cette occasion, il réalise quatre carnets de voyage dont l'un est conservé au musée Condé. Il réalise ensuite plusieurs tableaux inspirés de son voyage. Grâce au journal de Delacroix, on connait précisément quand se situe cette scène : il arrive à Meknès le 15 mars 1832 et repart le 5 avril. Une aquarelle représentant la même scène est probablement réalisée sur place (localisée dans une collection particulière à Winterthour en 1986).
Il peint en 1846 une peinture intitulée Corps de garde à Méquinez qui est exposé au Salon de 1847. Il est acquis par le roi Louis-Philippe qui le donne à sa fille Clémentine de Saxe-Cobourg. Il est depuis 1966 la propriété du musée Von der Heydt de Wuppertal. Le directeur des musées, M. de Cailleux, lui commande une copie de ce tableau qu'il réalise en venant le reprendre l'original dans les salles du musée du Louvre, avec seulement quelques différences dans les accessoires. 
La copie est dès 1848 dans les collections du duc d'Aumale au palais des Tuileries. Saisi par le gouvernement républicain, il est rendu et envoyé à Chantilly le 27 décembre 1849. Il est envoyé dans sa résidence en exil à Twickenham en 1852. Il revient en France avec le retour du duc en 1871. 

## Œuvres en rapport

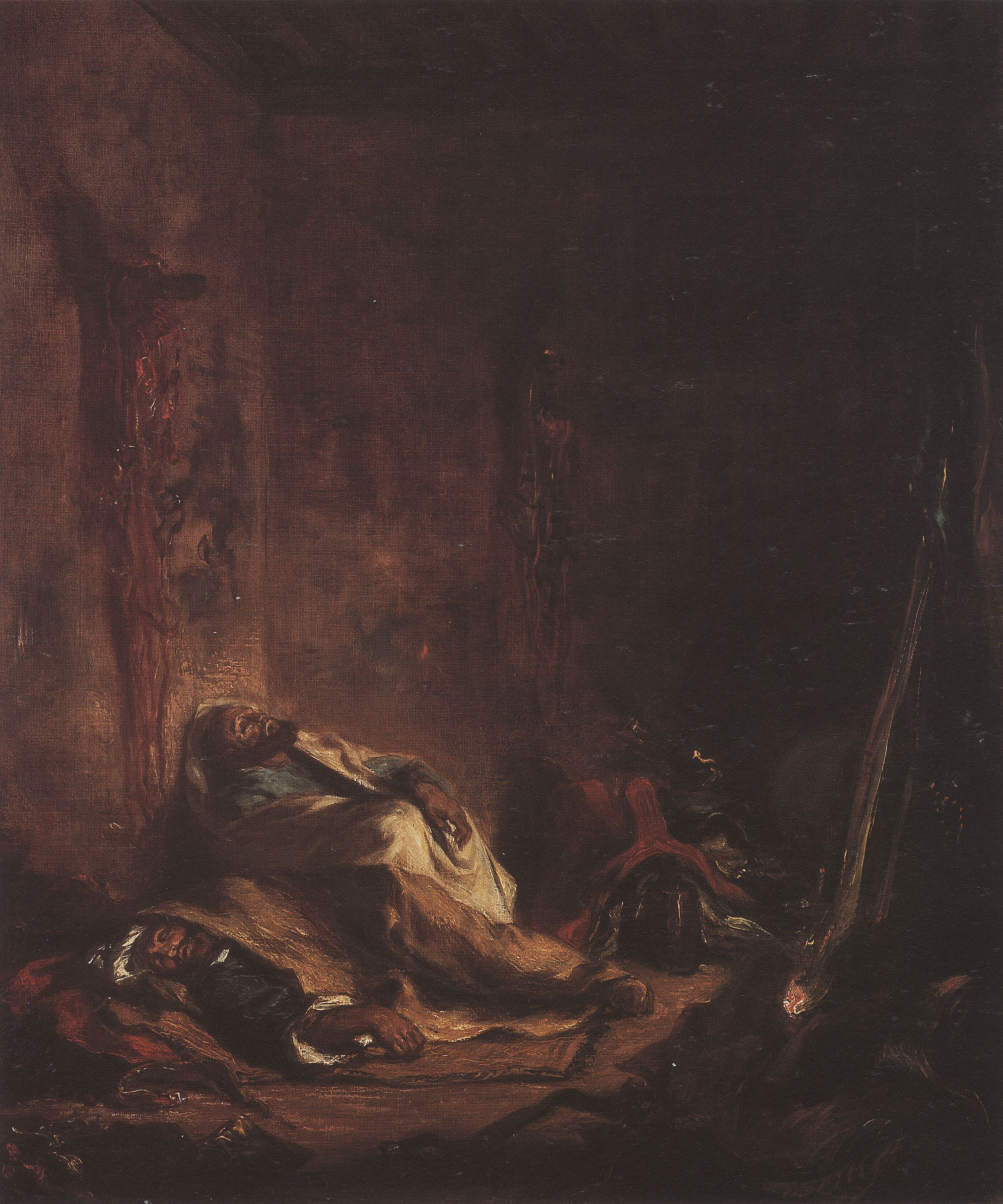
Version de Wuppertal.

Outre l'original du musée de Wuppertal, il aurait existé deux autres versions : l'une mesurant 51 × 65 cm et ayant appartenu à Mme Delessert, et une autre 62 × 50 cm. Outre l'aquarelle de Winthertour (Robaut, n°1634), deux autres dessins préparatoires existent (Robaut 492 et Robaut 507, ce dernier ayant appartenu au comte de Mornay).